# Liste von nicht vollendeten Bahnstrecken in der Schweiz
Diese Liste umfasst Eisenbahnstrecken und -bauwerke in der Schweiz, deren Bau begonnen, aber nicht vollendet wurde.
| Region Kantone | Gesellschaft                           | Strecke                                      | Konzession       | Bau       | Angelegte Bauwerke | Bemerkung | Quellen                                                                                |
| -------------- | -------------------------------------- | -------------------------------------------- | ---------------- | --------- | --- | --- | -------------------------------------------------------------------------------------- |
| TI             | European Central Railway Company (ECR) | Chiasso–Biasca mit Zweigstrecke nach Locarno | 1863–1866        |           | - Erddämme zwischen Biasca und Bellinzona - zwei kurze Tunnel und ein Stück offenes Trassee beim Capo San Martino südlich von Lugano | ECR sollte die Tessiner Talbahn bauen, wurde 1868 aufgelöst. |                                                                                        |
| BE LU          | Schweizerische Centralbahn (SCB)       | Langenthal-Wauwil-Bahn                       |                  |           | - Stalten-Tunnel (2010 m), unvollendet, kein Durchbruch erfolgt. - Bahndamm in Altbüron | |                                                                                        |
| BL SO          | Schweizerische Centralbahn (SCB)       | Liestal–Oensingen (Wasserfallenbahn)         | 1872/73 bis 1881 | 1874–1875 | - Sechs verschüttete Schächte des Wasserfallen-Tunnels. - Fertiggestellte und verschüttete Schächte sowie Stollen massen Ende 1875 insgesamt 1000 m Länge. - Eisenbahntrassee (500 m) und zahlreiche Weg- und Bach-Korrekturen in Mümliswil SO fertiggestellt. - Eisenbahntrassee (250 m) in Reigoldswil BL fertiggestellt. Darauf befindet sich heute die Talstation der Gondelbahn Reigoldswil-Wasserfallen und deren Parkplatz. | Sicht- und begehbar ist noch das nördliche Mundloch in Reigoldswil, Eingang des 80 m langen Voreinschnittsstollens. Der Wasserfallentunnel war 4185 m lang geplant.   | Wasserfallen-Bahn: Pläne, Projekte, Konzessionsgesuch. SBB Historic Archiv. 1870–1908. |
| SZ             | Gotthardbahn (GB)                      | Unterfahrung Bergsturzgebiet von Goldau      |                  | 1875–1876 | - Richtstollen bei Goldau und westlich des Lauerzersees für einen Tunnel (2500 m) | Vom westlichen Richtstollen wurden 181 m ausgebrochen, vom östlichen 147 m. Als Sparmassnahme wurde eine offene Linienführung gewählt. Siehe auch Bahnhof Arth-Goldau | [ 4 ]                                                                                  |